# Esther Zaugg
Esther Zaugg (* 1949) ist eine Schweizer Fussballpionierin, ehemalige Nati-Spielerin und die erste im Ausland tätige Fussballtrainerin.

## Karriere
Esther Zaugg wuchs in Tägertschi auf, wo es wie andernorts in dieser Zeit für fussballbegeisterte Mädchen keine Angebote gab. Sie kickte deshalb mit den Knaben auf dem Quartierplatz, begleitete ihren Bruder an die Spiele des BSC Young Boys in Bern und verfolgte 1962 am Radio die Spielberichte der Fussball-Weltmeisterschaften in Chile.

### Verein
1970 besuchte sie auf einen Hinweis, dass im Stadion Neufeld ein Mädchenteam des FC Bern Fussball spiele, deren Training. Schon beim nächsten Training machte sie mit und wurde ins Team aufgenommen. Sie schoss am Sonntag darauf beim ersten Meisterschaftsspiel des FC Bern ein Tor. Zaugg spielte von 1970 bis 1976 aktiv im Damenfussballclub Bern auf der Position Mittelfeld und übernahm bereits im zweiten Spiel Verantwortung als Kapitänin, später war sie Vereinspräsidentin (1973–1980) und von 1972 bis 1981 Mitglied des Zentralvorstands der Schweizer Damenfussballiga SDFL.
Sie verdiente sich ihren Lebensunterhalt als Sekretärin des Schweizer Fussballverbands SFV und war daneben publizistisch tätig. Zusammen mit dem Gestalter Sepp Winiger aus Glarus gab sie als Redaktorin von 1977 bis 1979 die Zeitschrift SDFL-Revue, ein nationales Medium für die Vereine, heraus und schrieb Spielberichte für Berner Sportredaktionen.

### Trainerin
Esther Zaugg absolvierte 1975 als erste Frau den J+S Fussball-Leiterkurs 1 und übernahm von 1976 bis 1980 das Trainerinnenamt beim DFC Bern. In dieser Zeit gewann das Team zwei Mal die Schweizer Meisterschaft und wurde je zwei Mal Vize-Champion und Cupsieger.
Während 13 Jahren (1981–1994) trainierte sie als erste Schweizerin Frauenteams der obersten Liga in Frankreich (u. a. Lyon und Grenoble). 1994 kehrte sie zurück in die Schweiz und übernahm als Trainerin die Frauenteams des FC Münsingen und als Nachfolgerin von Béatrice von Siebenthal von Sommer 1996 bis 1998 Rot-Schwarz Thun.

### Nationalteam
1972 schaffte sie als erste Bernerin den Sprung ins Schweizer Nationalteam und bestritt bis 1976 vier Spiele. 1974 stand sie im Aufgebot für das Länderspiel Schweiz gegen Holland in Schaffhausen, das die Schweiz mit 0:3 verlor. 